# Riboux
Riboux é uma comuna francesa na região administrativa da Provença-Alpes-Costa Azul, no departamento de Var. Estende-se por uma área de 13,48 km². Em 2010 a comuna tinha 48 habitantes (densidade: 3,6 hab./km²).